# جاكوب وايت
جاكوب وايت (بالإنجليزية: Jacob White)‏ (1764 - 21 نوفمبر 1831) هو لاعب كريكت بريطاني (وحمل سابقاً جنسية المملكة المتحدة لبريطانيا العظمى وأيرلندا ومملكة بريطانيا العظمى).